# Schafa Badran
Schafa Badran oder Schafabadran, arabisch شفا بدران, DMG Šafā Badrān (wörtlich übersetzt: hier heilte Badran, ein sehr berühmter Fürst aus der alten Zeit der Beduinen), ist ein kleiner Ort nördlich von Amman, der Hauptstadt von Jordanien. 

## Beschreibung
Schafa Badran liegt etwa 10 km vom Zentrum der Hauptstadt entfernt und zeichnet sich durch ein verhältnismäßig kühles Klima aus. Laut dem Ergebnis einer Volkszählung lebten 2004 in Schafa Badran 15.333 Einwohner, diese Zahl ist 2009 vermutlich auf über 30.000 angestiegen.
Seit Anfang des 21. Jahrhunderts wächst Schafa Badran als sehr beliebtes Touristenziel. Viele Investoren beteiligen sich am Ausbau der Infrastruktur. Der Ort liegt direkt an der neu gebauten Strecke Jordan Street, die den Norden mit dem Süden des Landes verbindet.